# Obbie Messakh
Obbie Messakh (ur. 1958) – indonezyjski piosenkarz i kompozytor muzyki pop, działający w latach 80. XX wieku.

## Życiorys
Urodził się w 1958 roku na wyspie Rote w prowincji Małe Wyspy Sundajskie Wschodnie. Wyrastał w stolicy kraju, Dżakarcie.
Swoją działalność artystyczną rozpoczął w 1983 roku. Podjął współpracę z JK Records, dominującą wówczas w kraju wytwórnią muzyczną, która zleciła mu komponowanie utworów dla innych wykonawców.
W trakcie swojej aktywności wypromował licznych artystów, których płyty sprzedawały się w nakładach przekraczających 400 tys. egzemplarzy. Po sukcesie komercyjnym jego piosenek nagrał swój pierwszy album solowy pt. Kau Dan Aku Satu.

## Dyskografia[1]
- Kau Dan Aku Satu
- Putri
- Akhirnya Ku Jatuh Cinta
- Aduh Rindu
- Cinta Pura-Pura
- Aku Bukan Yang Dulu
- Kamu
- 20 Karya Emas Vol. 1
- 20 Karya Emas Vol. 2
- Cobalah Untuk Mengerti
- Pantun Anak Negeri
- Ada Dia Diantara Kita
- Penyesalan